# Дзін (міфічна істота)
Дзін (кит. 精, букв. «перевертень»), також відомий під такими назвами, як дзінґвай (кит. 精怪, букв. «чудовисько-перевертень»), яоґвай (кит. 妖怪, букв. «нечисте чудовисько») або яодзін (кит. 妖精, букв. «нечистий перевертень»). У даосизмі та у міфах деяких країн та районів – це будь-яка тварина, рослина або нежива річ, яка отримала небесну квінтесенцію сонця та місяця або особливу силу вливати на навколишнє середовище, через що чарівним чином набуває людської зовнішності або наділяється схожим на людський інтелектом, люди ж у свою чергу за таких обставин відразу стають безсмертними. Коли говорять про сам процес перетворення у дзіна, то використовують термін чендзін (кит. 成精).

## Китайські міфи
У творі Вана Чона «Критичні міркування» династії Східна Хань написано: «Дзіни речей, що довго проіснували, – мов людина». Ця цитата свідчать про те, що будь-які речі, які проіснували дуже багато часу, або істоти, що довго жили, можуть чарівним чином приймати людську подобу, але магічне дзеркало джаояодзін, котре виявляє всяку нечисть, здатне викрити їх замасковану сутність . Крім цього, у розділі «Долати гори та перепливати ріки» трактату Ґе Хона «Мудрець, який плекає первозданну простоту», написаному за династії Східна Дзінь, говориться: «Всі речі, що дуже довго існують в цьому світі, є дзінами, які можуть набувати людиноподібного вигляду, і часто випробовують людину, таким чином напускаючи ману на людське око; лише у дзеркалі не можуть вони змінити свій справжній образ».
Представниками дзінґваїв можна вважати Хулідзін (кит. 狐狸精, букв. «лисиця-перевертень»), також ще є Шедзін (кит. 蛇精, букв. «змія-перевертень»), Шудзін (кит. 树精, букв. «дерево-перевертень»), Хвадзін (кит. 花精, букв. «квітка-перевертень) та багато інших. Більшість їх назв утворені за схемою «[назва початкової форми] + 精».

## Міфи інших народів

### Японія
Китайські міфи про дзінґваїв вплинули на японські народні сказання. Яп. «хутта» (経立) та «хенка» (変化) мають те ж саме значення, що і кит. «чендзін», наприклад, у японців є казка «Журавлина подяка», також перекази про лисицю-перевертня Йоко (яп. 妖狐) та єнота-перевертня Танукійо (яп. 狸妖), які перетворюються за допомогою листя (як і кішка-перевертень Бакенеко (яп. 化猫), тхір-перевертень та видра-перевертень) та історії про Цукумоґамі (яп. 付喪神) – дух, у якого перетворюються викинуті інструменти, що досягли сторічного віку, і т. д..

### Татарстан
У Татарстані є міфічні створіння під назвою Юха Єлан – змії, що, проживши більше ста років, можуть чарівним чином приймати зовнішність красивої жінки та виходити заміж за людських чоловіків.

### Південна Америка
Племена, які живуть в районі басейну річки Амазонка, вважають, що інія амазонська може перетворюватися на красивого юнака та запаморочувати голову жінкам, які можуть від них завагітніти.

### Європа
Існує повір'я, що якщо довгий час не збирати врожай баштанних культур, таких як кавун, гарбуз та диня, то існує можливість, що вони перетворяться на упирів; подібне може трапитися і зі стільціями, мотиками та ціпами, залишеними на одному місці протягом тривалого часу, що нагадує східні повір'я про явище чендзін, якого можуть зазнавати тварини, рослини та неживі речі за умови тривалого існування.

## Дзінґваї у творах мистецтва
Образ дзінґвая трапляється у містичній прозі жанру шеньмо майже кожної династії. Схожі концепції є і в сучасних творах,  як у спробі Ні Квана з точки зору науки описати таке явище, як «чендзін»  .

### Літературні твори
- «Об’ємисті записи епохи Тайпін»
- «Записки про пошуки божеств»
- «Подорож на Захід»
- «Підвищення до рангу божеств»
- «Легенда про Білу Змію» (кит. 白蛇传)
- «Те, що наставник обговорювати не буде»
- «Нотатки із хижки відлюдника»
- «Опис чудес з кабінету Ляо»
- Серія «Веслі»
- «Трилогія про сьовлянь (Трилогія про даоське вдосконалення природи та плавку ці)»
- «Бакемоноґатарі (Історії перевертнів)»
- «Материк Довлво»
  - «Спілка "Божественні Хвилі" та чудесні краї»

### Кіно та телебачення
- «Війна Танукі в період Хейсей»
- «Поіменний перелік яоґваїв»
- «Канокон»

### Відеоігри
- «Во Яо Да»